# Filmåret 1921

## Händelser
- 21 oktober – Filmen Shejken med Rudolph Valentino har premiär i New York.

## Årets filmer

### A - G
- Blad ur Satans bok
- Bland vildar och vilda djur
- Carpentier
- Chaplins pojke
- Cirkus Bimbini
- De landsflyktige
- Den obesegrade döden
- Elisabet
- En hjulsaga eller Kärlek och tombolaspel
- En lyckoriddare
- En vildfågel
- Filmrevyn
- Fru Mariannes friare

### H - N
- Humor Risk
- Högre ändamål
- Kapten Grogg bland andra konstiga kroppar
- Kapten Grogg ska fiska
- Konsumtionsföreningen Stockholm med omnejd
- Kvarnen
- Kärlek och hypnotism
- Körkarlen[1]
- Landsvägsriddare
- Lev livet leende
- The Lucky Dog

### O - U
- Prins Wilhelms expedition till Central-Amerika
- Ryggskott
- Shejken[2]
- Silkesstrumpan
- Sista dansen

### V - Ö
- Vallfarten till Kevlaar
- Värmlänningarna

## Födda
- 4 januari – Torsten Lilliecrona, svensk skådespelare.
- 8 januari – Gunnel Wadner, svensk skådespelare.
- 29 januari – Gotha Andersen, dansk skådespelare.
- 31 januari
  - John Agar, amerikansk skådespelare.
  - Carol Channing, amerikansk sångare och skådespelare.
  - Mario Lanza, amerikansk skådespelare och sångare.
- 8 februari – Lana Turner, amerikansk skådespelare.
- 16 februari – Vera-Ellen, amerikansk dansare och skådespelare.
- 24 februari – Carl-Gustaf Lindstedt, svensk skådespelare och komiker.
- 25 februari – Git Gay, svensk revyartist, skådespelare och sångerska.
- 26 februari – Betty Hutton, amerikansk skådespelare, sångerska och komiker.
- 28 februari – Sven Gillsäter, svensk filmare, fotograf, författare, manusförfattare och kortfilmsregissör.
- 8 mars – Cyd Charisse, amerikansk skådespelare och dansare.
- 25 mars – Simone Signoret, fransk skådespelare och författare.
- 28 mars – Dirk Bogarde, brittisk skådespelare.
- 5 april – Ernst Wellton, svensk skådespelare.
- 6 april – Sten Ardenstam, svensk skådespelare.
- 16 april – Peter Ustinov, brittisk skådespelare.
- 20 april – Folke Lindh, svensk amatörskådespelare, bland annat i lundensiska karnevalsfilmer
- 1 maj – Torsten Sjöholm, svensk skådespelare.
- 2 maj – Satyajit Ray, indisk regissör, manusförfattare, producent och kompositör.
- 14 maj – Arve Opsahl, norsk skådespelare och komiker.
- 25 maj – Rolf Tourd, svensk skådespelare.
- 21 juni – Jane Russell, amerikansk skådespelare.
- 13 juli
  - Anne-Margrethe Björlin, svensk skådespelare.
  - Git Gay, svensk skådespelare, sångerska och revyartist.
- 23 juli – Sune Elffors, svensk skådespelare och officer.
- 26 juli – Leif Hedenberg, svensk skådespelare och regissör.
- 3 augusti – Birgitta Arman, svensk skådespelare.
- 18 augusti – Eva Wikman, svensk skådespelare.
- 28 augusti – Barbro Hiort af Ornäs, svensk skådespelare.
- 18 september – Nils Hallberg, svensk skådespelare.
- 30 september – Deborah Kerr, brittisk skådespelare.
- 2 oktober – Bruce Montgomery, brittisk filmmusik-kompositör.
- 12 oktober – Torbjörn Jahn, svensk musiker och skådespelare.
- 13 oktober – Yves Montand, fransk skådespelare och sångare.
- 25 oktober – Gunnel Broström, svensk regissör och skådespelare.
- 28 oktober
  - Allan Linder, svensk skådespelare.
  - Lars Nordrum, norsk teater- och filmskådespelare.
- 30 oktober – Göthe Grefbo, svensk skådespelare.
- 2 november – Birgit Johannesson, svensk skådespelare.
- 3 november
  - Charles Bronson, amerikansk skådespelare.
  - Fylgia Zadig, svensk skådespelare.
- 7 november – Rune Turesson, svensk skådespelare.
- 22 november – Rodney Dangerfield, amerikansk skådespelare och ståuppkomiker.
- 26 november – Gertrud Fridh, svensk skådespelare.
- 3 december – Lillebil Kjellén, svensk skådespelare.
- 4 december – Deanna Durbin, amerikansk skådespelare och sångerska.
- 17 december – Elsie Albiin, svensk skådespelare.
- 21 december
  - Britta Holmberg, svensk skådespelare.
  - Maila Nurmi, finsk-amerikansk skådespelare.

## Avlidna
- 5 november – Gustaf "Frippe" Fredrikson, 89, svensk skådespelare och teaterchef.
- 28 december – John Hare, 77, brittisk skådespelare.

### Fotnoter
1. ↑  IMDB, läst 29 februari 2012
2. ↑  IMDB, läst 29 februari 2012